# MBC FM
MBC FM est une station de radio affiliée au Middle East Television Center Group. Elle est lancée en 1994 et diffuse des chansons en arabe en continu, ainsi que des programmes de divertissement. Son siège social est situé à Riyad.
En juin 2024, MBC FM célèbre le trentième anniversaire de son lancement sous le slogan « 30 and Complete ».